# Oberamt Riedlingen

Karte der württembergischen Oberämter, Stand 1926

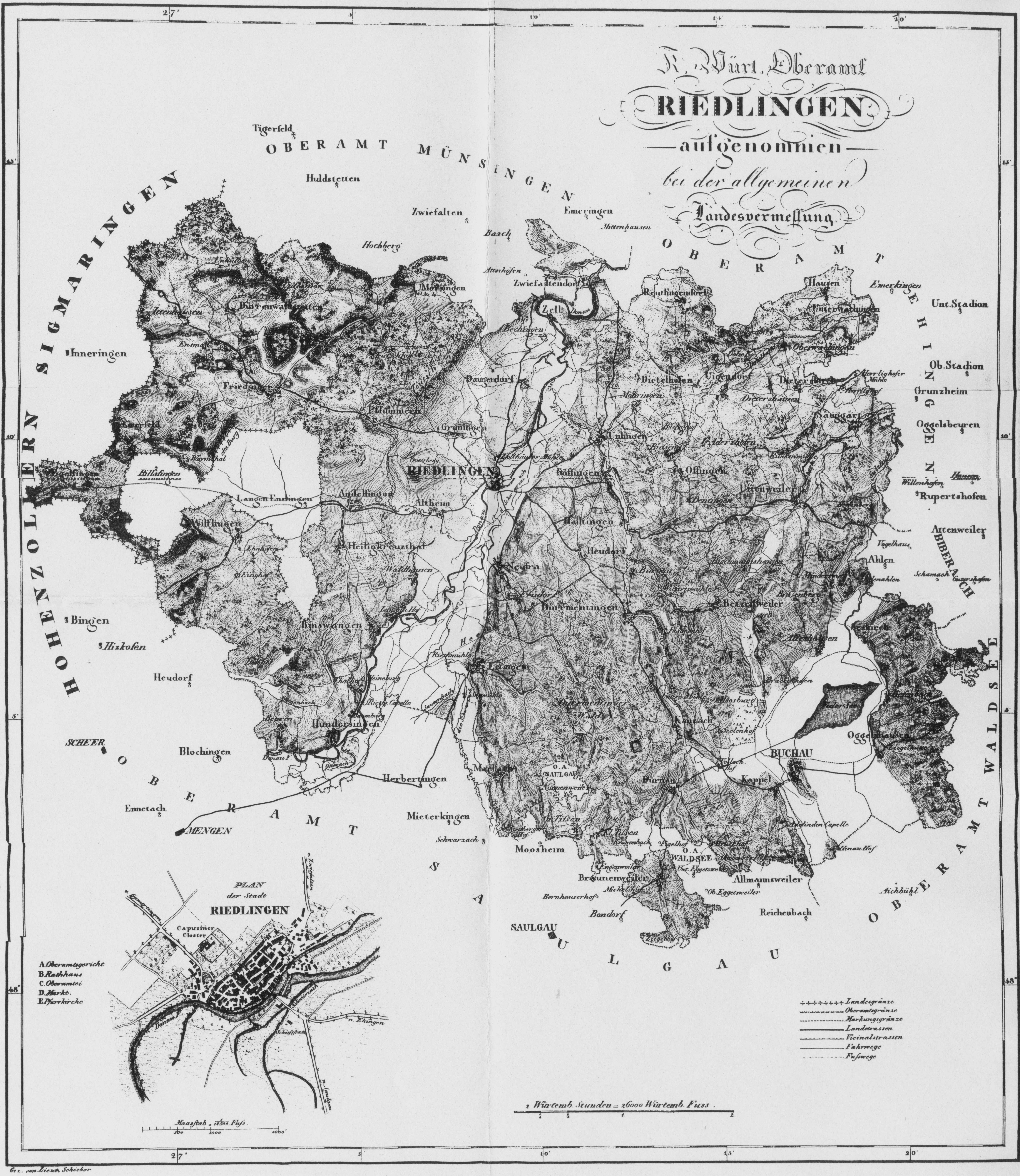
Karte des Oberamts Riedlingen, Stand 1827

Das Oberamt Riedlingen war ein württembergischer Verwaltungsbezirk (auf beigefügter Karte #44), der 1934 in Kreis Riedlingen umbenannt wurde und 1938 größtenteils im Landkreis Saulgau aufging. Allgemeine Bemerkungen zu württembergischen Oberämtern siehe Oberamt (Württemberg).

## Geschichte

Oberamt Riedlingen, Gebietsstand 1813, mit den früheren Herrschafts- und Ämtergrenzen
Legende

Im seit dem Mittelalter zum Einflussbereich der Habsburger zählenden Raum Riedlingen verteilte sich die Landeshoheit um 1800 auf viele Herren. Einzelne Orte, wie die Stadt selbst, standen unmittelbar unter österreichischer Hoheit, daneben gab es landständische Herrschaften, Gebiete von Reichsklöstern und Rittergüter. Mit der Säkularisation der Klöster begannen die Umwälzungen der napoleonischen Zeit. Das Herzogtum Württemberg erhielt 1803 vom Reichsdeputationshauptschluss die Klöster Zwiefalten und Heiligkreuztal zugesprochen und errichtete dort jeweils ein neuwürttembergisches Oberamt. Kloster Marchtal sowie Stadt und Stift Buchau fielen an das Haus Thurn und Taxis, das – im Gegensatz zu Württemberg – über beträchtlichen Altbesitz in der Region verfügte. 1805 brachte der Friede von Pressburg die vorderösterreichischen Territorien unter die Hoheit Württembergs, das sich im folgenden Jahr auch die per Rheinbundakte mediatisierten Besitzungen des Fürsten von Thurn und Taxis sowie einige Rittergüter einverleiben konnte. Dem 1807 gebildeten Oberamt Riedlingen gliederte man sogleich das kurzlebige Oberamt Heiligkreuztal und die ehemaligen Herrschaften Dürmentingen, Neufra, Grüningen und Wilflingen ein, dazu kam als einziger altwürttembergischer Ort Pflummern. Bis 1810 kamen von den Oberämtern Biberach und Zwiefalten weitere Orte hinzu.
Der von 1818 bis 1924 dem Donaukreis zugeordnete Bezirk grenzte an die württembergischen Oberämter Ehingen, Biberach, Münsingen, Waldsee und Saulgau sowie an das Fürstentum Hohenzollern-Sigmaringen (ab 1850 preußischer Regierungsbezirk Sigmaringen). Er schloss zwei Enklaven ein: Nonnenweiler gehörte zum Oberamt Saulgau, Langenenslingen und Billafingen zu Hohenzollern. Der Ort Burgau war württembergisch-hohenzollerisches Kondominium.

## Ehemalige Herrschaften
1813, nach Abschluss der Gebietsreform, setzte sich der Bezirk aus Bestandteilen zusammen, die im Jahr 1800 zu folgenden Herrschaften gehört hatten:
- Vorderösterreich
 Zur Landvogtei Schwaben gehörte die Stadt Riedlingen mit den dem städtischen Gericht unterstellten Orten Möhringen, Aderzhofen und Erisdorf. Das Kloster Heiligkreuztal war vorderösterreichischer Landstand, sein Gebiet umfasste Andelfingen, Beuren, Binzwangen, Ertingen, Friedingen, Hundersingen und Waldhausen. Oggelshausen und Tiefenbach zählten zur unter österreichischer Lehns- und Landeshoheit stehenden Herrschaft Warthausen des Grafen von Stadion.
- Herzogtum Württemberg
 Unter württembergischer Landeshoheit stand das an den Freiherrn von Schütz-Pflummern verliehene Dorf Pflummern.
- Fürstenberg, Herrschaft Neufra: Neufra, Dietelhofen, Emerfeld, Uigendorf, Burgau zum Teil. Der andere Teil von Burgau gehörte zum Oberamt Ostrach der Reichsabtei Salem, fiel 1803 an Thurn und Taxis und 1806 an Hohenzollern-Sigmaringen.
- Thurn und Taxis
 Das Fürstenhaus hatte im 18. Jahrhundert verschiedene Besitzkomplexe erworben:
  - Grafschaft Friedberg-Scheer, dazu gehörten Braunenweiler, Groß- und Kleintissen, Marbach,
  - Herrschaften Dürmentingen und Bussen, mit Altheim, Hailtingen, Offingen und Unlingen,
  - Herrschaft Göffingen und Heudorf.
- Reichsstadt Buchau
- Reichsabtei Marchtal: Alleshausen, Bischmannshausen, Dietershausen, Dieterskirch, Hausen, Ober- und Unterwachingen, Reutlingendorf, Sauggart, Uttenweiler.
- Reichsabtei Zwiefalten: Bechingen, Daugendorf, Dürrenwaldstetten, Ittenhausen, Mörsingen, Upflamör, Zell.
- Reichsstift Buchau: Betzenweiler, Dürnau, Kanzach, Kappel, Moosburg, Streitberg.
- Reichsritterschaft
 Beim Ritterkanton Donau der schwäbischen Ritterschaft waren immatrikuliert:
  - Wilflingen und Egelfingen (Graf Schenk von Stauffenberg),
  - Grüningen (Freiherr von Hornstein),
  - Zwiefaltendorf (Freiherr von Speth).

Der zur Mitte des 18. Jahrhunderts rund 1100 ha große Federsee war Kondominium der drei Seeherrschaften Marchtal, Stadion-Warthausen und Stadt Buchau.

## Gemeinden

### Einwohnerzahlen 1827
Folgende Schultheißenämter bzw. Gemeinden waren 1828 dem Oberamt unterstellt:
| Nr. | frühere Gemeinde                                                         | Einwohner evang. | 1827 kath. | heutige Gemeinde |
| --- | ------------------------------------------------------------------------ | ---------------- | ---------- | ---------------- |
| 1   | Riedlingen                                                               | 19               | 1701       | Riedlingen       |
| 2   | Alleshausen mit Brasenberg                                               | –                | 566        | Alleshausen      |
| 3   | Altheim                                                                  | –                | 821        | Altheim          |
| 4   | Andelfingen                                                              | –                | 715        | Langenenslingen  |
| 5   | Bechingen                                                                | –                | 160        | Riedlingen       |
| 6   | Betzenweiler mit Bischmannshausen, Brackenhofen, Moosburg, Wolfartsmühle | –                | 546        | Betzenweiler     |
| 7   | Beuren mit Dollhof                                                       | 9                | 272        | Mengen           |
| 8   | Binzwangen mit Landauhof                                                 | –                | 656        | Ertingen         |
| 9   | Braunenweiler mit Michelshof und Ziegelhof                               | 1                | 315        | Bad Saulgau      |
| 10  | Buchau                                                                   | 5 542 Juden      | 1182       | Bad Buchau       |
| 11  | Daugendorf                                                               | –                | 439        | Riedlingen       |
| 12  | Dietelhofen                                                              | –                | 202        | Unlingen         |
| 13  | Dietershausen mit Dobel                                                  | –                | 214        | Uttenweiler      |
| 14  | Dieterskirch                                                             | –                | 168        | Uttenweiler      |
| 15  | Dürmentingen mit Fasanenhof und Seelenhof                                | –                | 640        | Dürmentingen     |
| 16  | Dürnau                                                                   | 1                | 306        | Dürnau           |
| 17  | Dürrenwaldstetten mit Ohnhülben                                          | 18               | 125        | Langenenslingen  |
| 18  | Egelfingen                                                               | –                | 107        | Langenenslingen  |
| 19  | Emerfeld                                                                 | –                | 159        | Langenenslingen  |
| 20  | Erisdorf                                                                 | –                | 324        | Ertingen         |
| 21  | Ertingen                                                                 | –                | 1704       | Ertingen         |
| 22  | Friedingen                                                               | –                | 367        | Langenenslingen  |
| 23  | Göffingen                                                                | –                | 210        | Unlingen         |
| 24  | Großtissen mit Kleintissen                                               | –                | 241        | Bad Saulgau      |
| 25  | Grüningen                                                                | –                | 322        | Riedlingen       |
| 26  | Hailtingen                                                               | –                | 332        | Dürmentingen     |
| 27  | Hausen                                                                   | –                | 159        | Hausen am Bussen |
| 28  | Heiligkreuzthal                                                          | 10               | 245        | Altheim          |
| 29  | Heudorf mit Burgau                                                       | –                | 311        | Dürmentingen     |
| 30  | Hundersingen                                                             | 9                | 767        | Herbertingen     |
| 31  | Ittenhausen mit Ensmad                                                   | –                | 203        | Langenenslingen  |
| 32  | Kanzach mit Vollochmühle, Vollochhof                                     | –                | 344        | Kanzach          |
| 33  | Kappel mit Bruckhof                                                      | 119 Juden        | 453        | Bad Buchau       |
| 34  | Marbach mit Stettberghof                                                 | 1                | 492        | Herbertingen     |
| 35  | Möhringen mit Aderzhofen                                                 | –                | 278        | Unlingen         |
| 36  | Mörsingen mit Upflamör                                                   | –                | 295        | Zwiefalten       |
| 37  | Neufra                                                                   | –                | 596        | Riedlingen       |
| 38  | Oberwachingen mit Schupfenberg                                           | –                | 131        | Uttenweiler      |
| 39  | Offingen mit Bussen und Dentingen                                        | –                | 580        | Uttenweiler      |
| 40  | Oggelshausen                                                             | –                | 451        | Oggelshausen     |
| 41  | Pflummern mit Teutschhof                                                 | 503              | 34         | Riedlingen       |
| 42  | Reutlingendorf                                                           | –                | 251        | Obermarchtal     |
| 43  | Sauggart                                                                 | –                | 298        | Uttenweiler      |
| 44  | Seekirch mit Oedenalen                                                   | –                | 177        | Seekirch         |
| 45  | Tiefenbach mit Streitberg                                                | –                | 330        | Tiefenbach       |
| 46  | Uigendorf                                                                | –                | 367        | Unlingen         |
| 47  | Unlingen                                                                 | –                | 963        | Unlingen         |
| 48  | Unterwachingen                                                           | –                | 128        | Unterwachingen   |
| 49  | Uttenweiler mit Minderreuti                                              | –                | 1070       | Uttenweiler      |
| 50  | Waldhausen                                                               | –                | 145        | Altheim          |
| 51  | Wilflingen                                                               | –                | 381        | Langenenslingen  |
| 52  | Zell                                                                     | –                | 131        | Riedlingen       |
| 53  | Zwiefaltendorf                                                           | –                | 352        | Riedlingen       |
|     | Zusammen                                                                 | 576 661 Juden    | 22854      |                  |

### Änderungen im Gemeindebestand seit 1813

Gemeinden und Markungen um 1860

Nachdem die Verfassung von 1819 und das Verwaltungsedikt von 1822 die Grundlage für die kommunale Selbstverwaltung bereitet hatten, konstituierten sich aus den „Schultheißereien“ die Gemeinden im modernen Sinne. Dem Streben kleinerer Orte nach Selbständigkeit stand eine restriktive Auslegung der Verwaltungsvorschriften entgegen. Sinn der Bestimmung, dass eine Gemeinde mindestens 500 Einwohner haben solle, war es, eine Zersplitterung bestehender Gemeinden zu verhindern. Vor allem in den Oberämtern Münsingen und Riedlingen wurden aber, unter Verweis auf diese Regel, bislang getrennte Schultheißereien zu einer Gemeinde zusammengefasst, bis ein Erlass der Kreisregierung für Klarheit sorgte und diese Praxis beendete. Als Konsequenz wurden Bechingen, Dietershausen, Oberwachingen, Seekirch und Unterwachingen 1828 zu selbständigen Gemeinden erhoben.
- 1834 wurde der Seelenhof von Dürmentingen nach Kanzach umgemeindet.
- 1837 wurde Upflamör von Mörsingen getrennt und zur selbständigen Gemeinde erhoben.
- 1842 wurden die Gemeinden Braunenweiler und Großtissen vom Oberamt Riedlingen zum Oberamt Saulgau versetzt.
- 1856 wurde der Dollhof von Beuren nach Heiligkreuztal umgemeindet.
- 1873 wurde Moosburg von Betzenweiler getrennt und zur selbständigen Gemeinde erhoben.
- 1877 wurde der Henauhof, der bis etwa 1860 zu Buchau, dann zu Kappel gehört hatte, endgültig Buchau zugeteilt.
- 1932 wurde Aderzhofen von Möhringen nach Offingen umgemeindet.
- 1934 wurde Burgau (württembergischer Teil) von Heudorf nach Dürmentingen umgemeindet. (Erst 1969 erfolgte die Vereinigung der ehemals hohenzollerischen bzw. preußischen Gemeinde Burgau mit dem württembergischen Teil Burgaus als nunmehr gemeinsamer Ortsteil der Gemeinde Dürmentingen.)

## Oberamtsgebäude
Das Oberamtsgebäude in Riedlingen (Haldenstraße 7) wurde im 1808 an der Stelle des 1740 abgebrochenen Rathauses errichtet. 1974 erfolgte eine Fassadeninstandsetzung. Es wird heute als Wasserwirtschaftsamt genutzt und war Geburtshaus der Malerin und Professorin Maria Caspar-Filser
(1878–1968). Das zweigeschossige Haus hat einen quadratischen Grundriss und weist nach oben zwei Dachgeschossebenen unter einem Walmdach mit
Schleppgauben auf. An der nordwestlichen und südöstlichen Seite befindet sich jeweils ein Zwerchhaus. Es steht aus wissenschaftlichen und heimatgeschichtlichen Gründen gemäß § 28 DSchG als Kulturdenkmal unter Denkmalschutz.

## Amtsvorsteher
- 1809–1810: Johann Franz von Hirrlinger (1770–?) als Amtsverweser
- 1810–1810: Joseph von Steinkühl (?)
- 1810–1811: Ernst Friedrich Märklin (1771–1834)
- 1811–1826: Georg Fidel Bäuerle (1775–1847)
- 1826–1850: Karl Hieronimus Friedrich von Lang (1792–?)
- 1850–1853: August Ludwig Vogel (1812–?)
- 1853–1857: Nonus von Bailer (1820–1892)
- 1858–1864: Oswald Bockmayer (1820–1869)
- 1864–1870: Andreas Rath (1823–1894)
- 1870–1888: Karl Schnitzler (1823–1893)
- 1888–1899: Max Theodor Fischer (1837–1899)
- 1899–1914: Josef Baur (1857–1927)
- 1914–1921: Ernst Robert Heinrich Wiegandt (1856–1926)
- 1921–1925: Hugo Hodrus (1875–1925)
- 1925–1926: Karl Götz (1875–1935)
- 1926–1932: Alfred Chormann (1882–1957)
- 1932–1937: Josef Kuhnle (1892–?)